# Municipality of Ashfield
Municipality of Ashfield var en Local Government Area (LGA) (svenska: kommun, eller ungefär lokalförvaltningsområde) i delstaten New South Wales i Australien som grundades den 29 december 1871. Kommunen, som år 2011 hade en folkmängd på 41 214, omfattade 8,29 km² och styrdes över av Ashfield Council.